# Siraya
Le siraya est une langue austronésienne de la branche des langues formosanes parlée à Taïwan.
La langue est éteinte depuis la fin du XIXe siècle. Cependant, la langue subit une revitalisation linguistique.

## Histoire de la langue
Le siraya est connu depuis l'occupation hollandaise de Taïwan par la Compagnie des Indes orientales de 1624 à 1661. Les missionnaires calvinistes, pour évangéliser les populations formosanes, créèrent une littérature religieuse en siraya, notamment un Évangile de Saint Matthieu et un catéchisme. Il existe, plus tard, des contrats d'achat de terres bilingues chinois-siraya. Les dernières traces de la langue furent recueillies par des chercheurs pendant la période japonaise.

## Sources
- (en) Adelaar, K. Alexander, Grammar Notes on Siraya, An Extinct Formosan Language, Oceanic Linguistics, 36:2, pp. 362-397, 1997.